# 土肥圭太
土肥 圭太（どひ けいた、2000年10月17日 - ）は、日本のスポーツクライマー。神奈川県平塚市出身。
2018年10月 アルゼンチンのブエノスアイレスで開催された「第3回 ユースオリンピック競技大会　スポーツクライミング 複合種目」で優勝する。鹿児島県山岳・スポーツクライミング連盟 所属。

## 競技会の戦績

### 国内大会
- 2017年　ボルダリング ユース日本選手権（ユースA）優勝
- 第2回スピード・ジャパンカップ（昭島市）優勝

### 国際大会
- 2018年　FISE World Series Hiroshima ボルダリング 3位
- 2019年　FISE World Series Hiroshima ボルダリング 優勝、チャイナオープン 複合 優勝

## ギャラリー

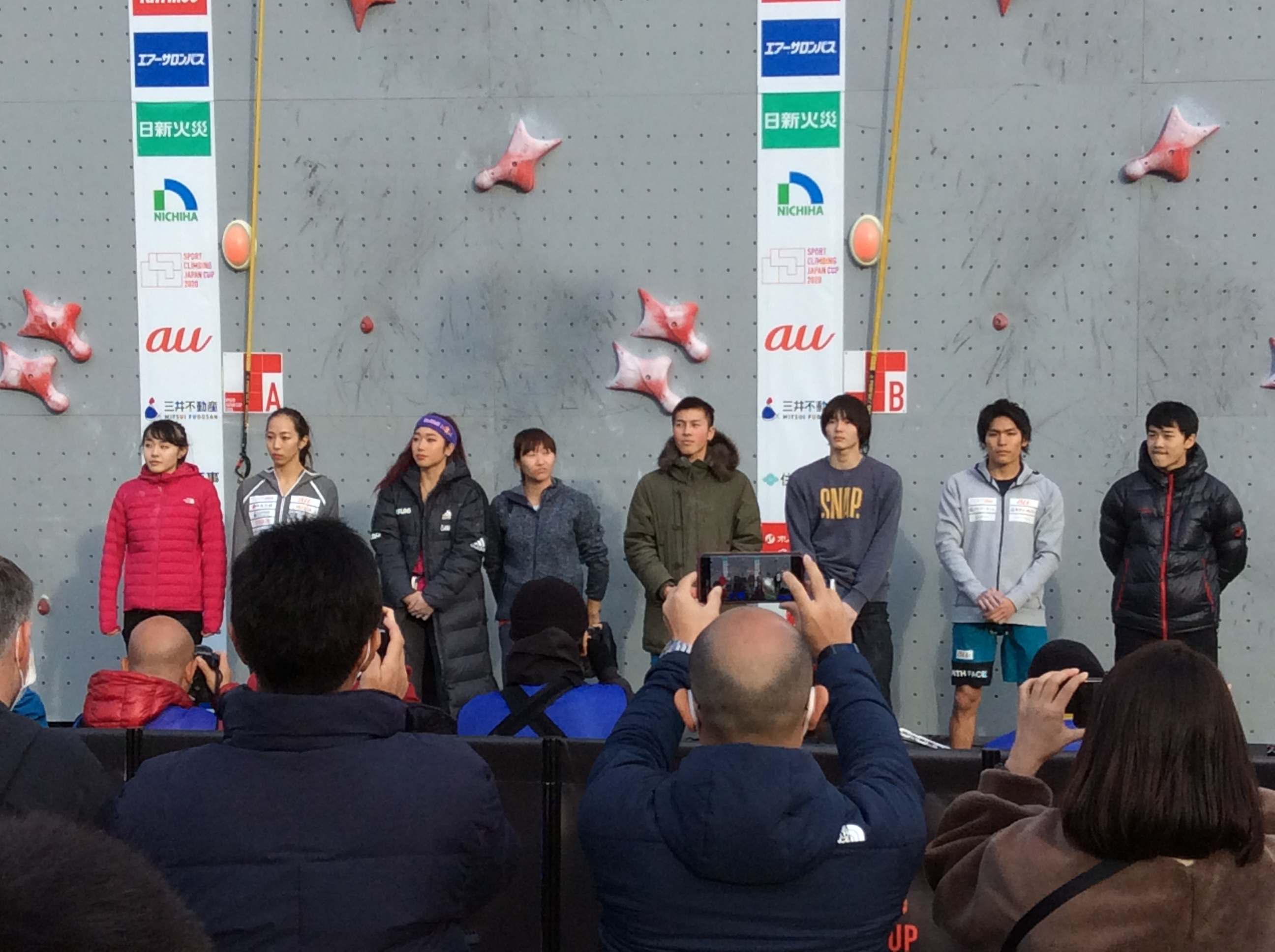
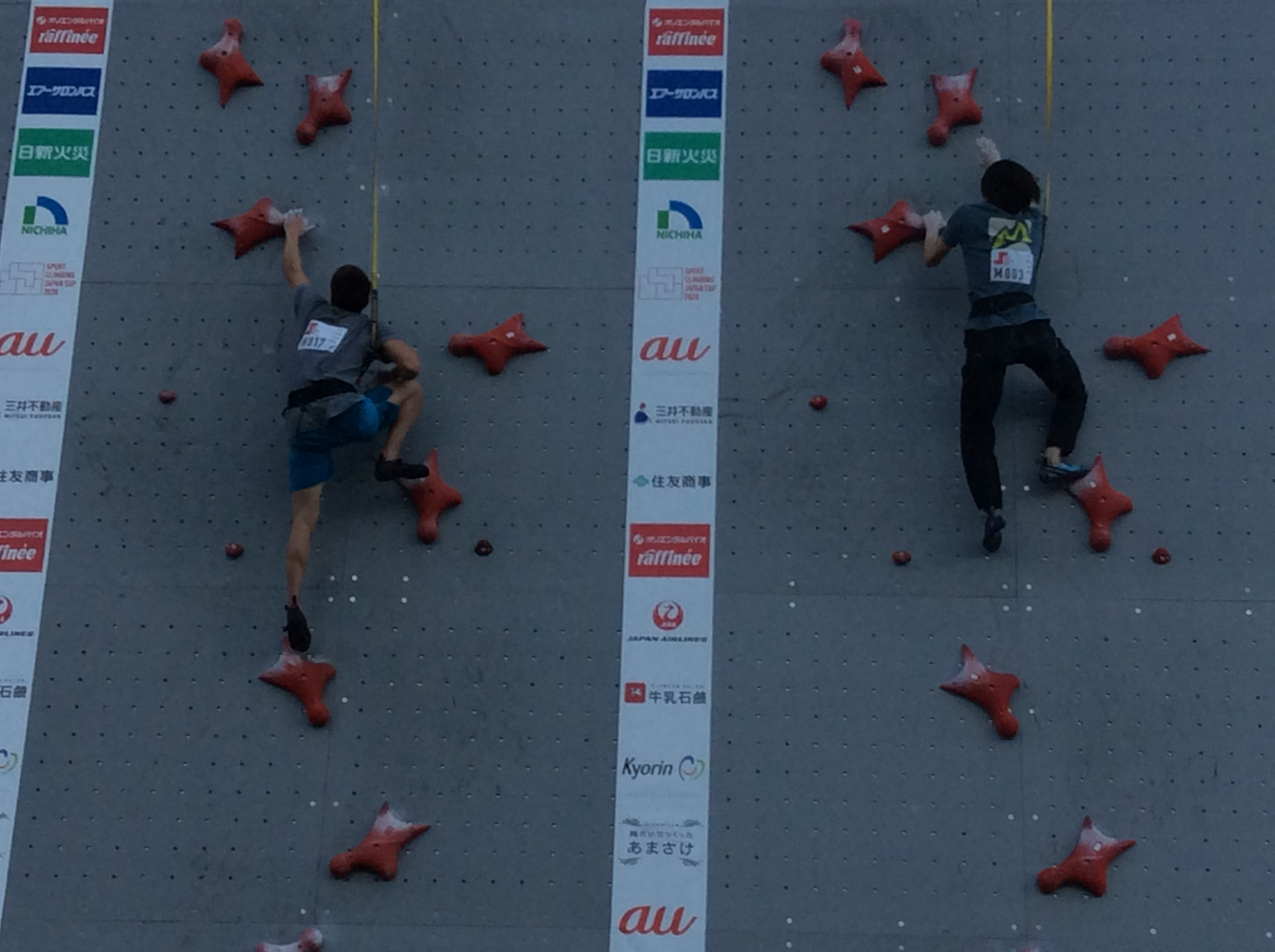
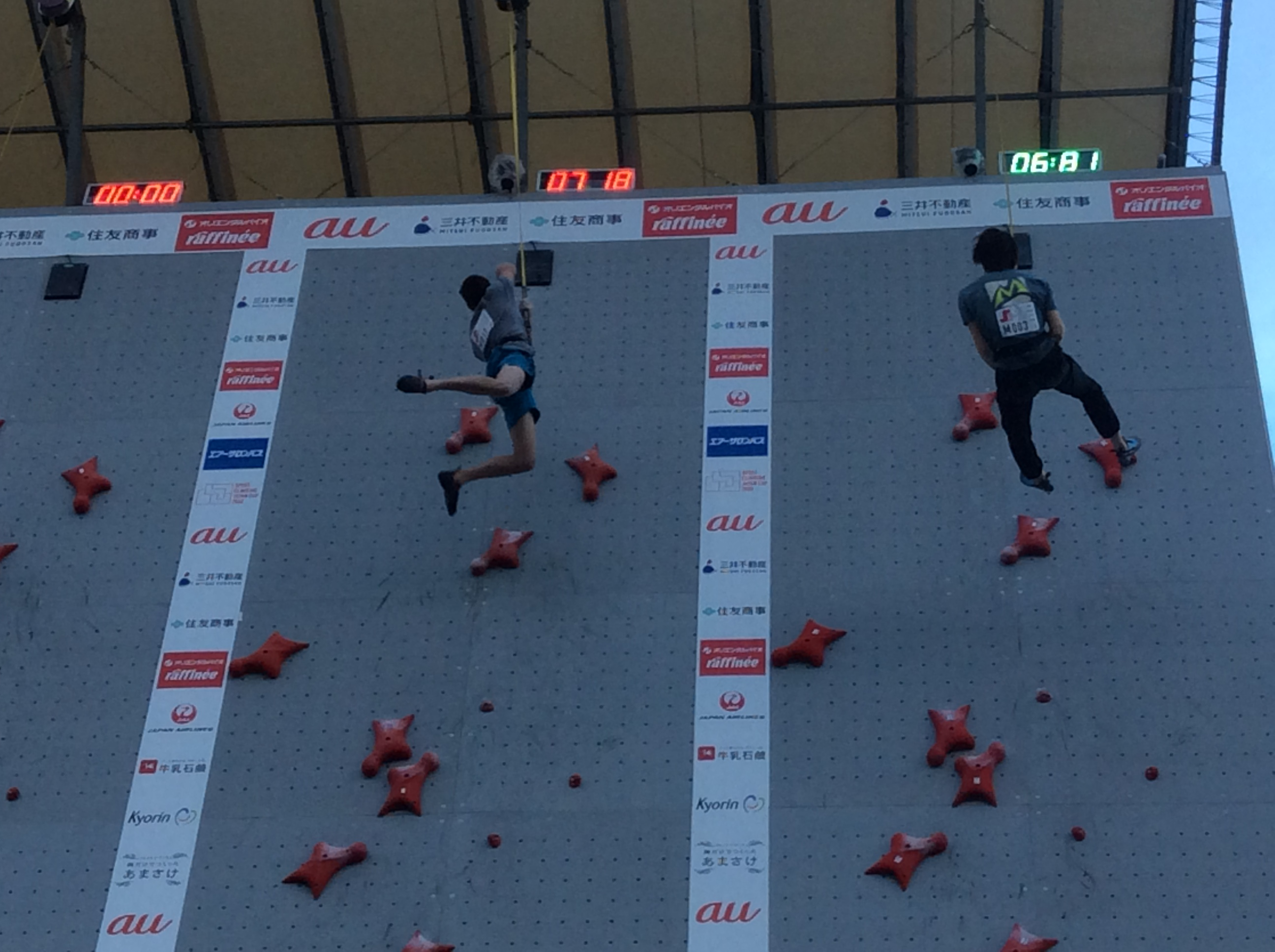
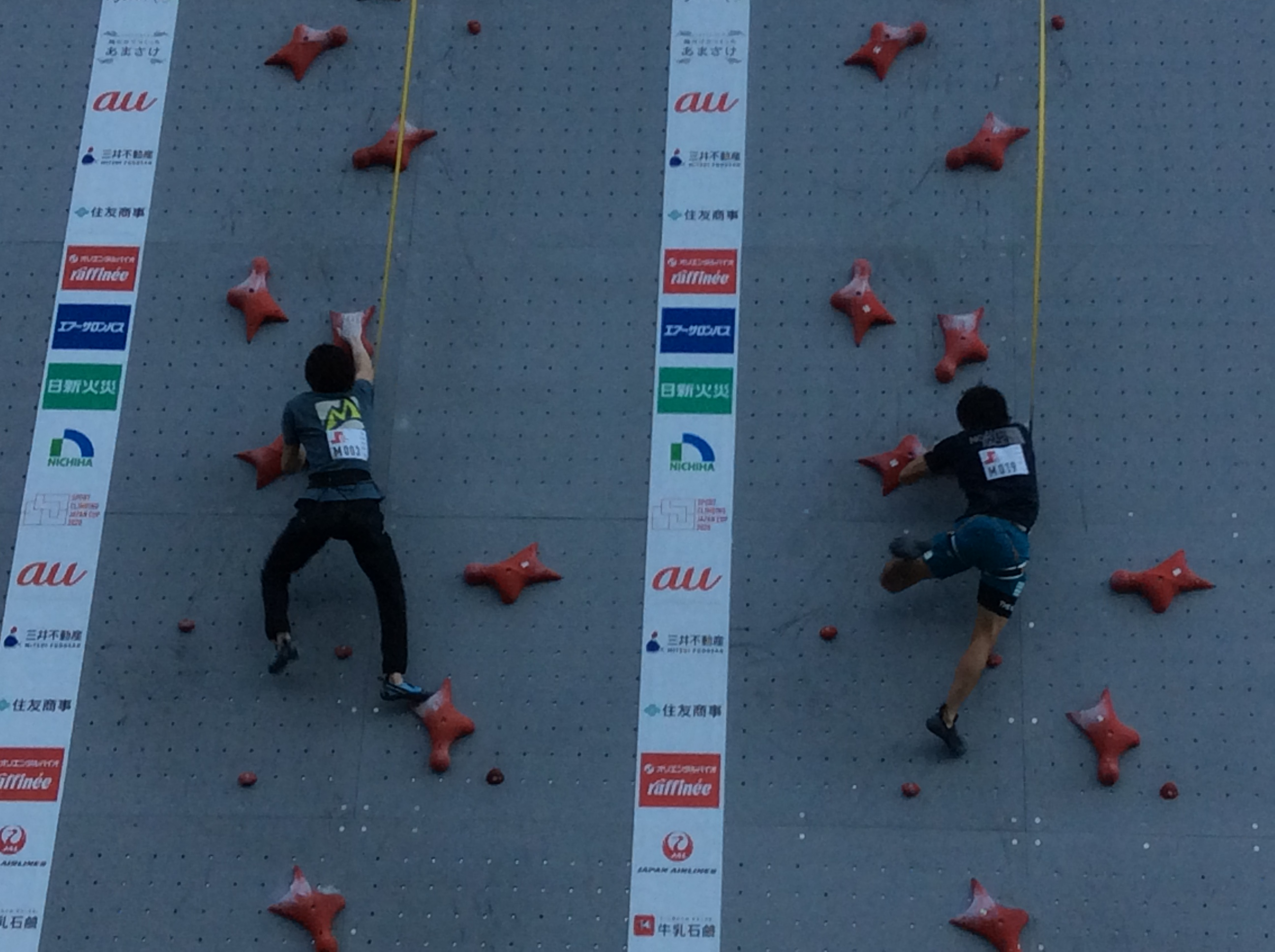
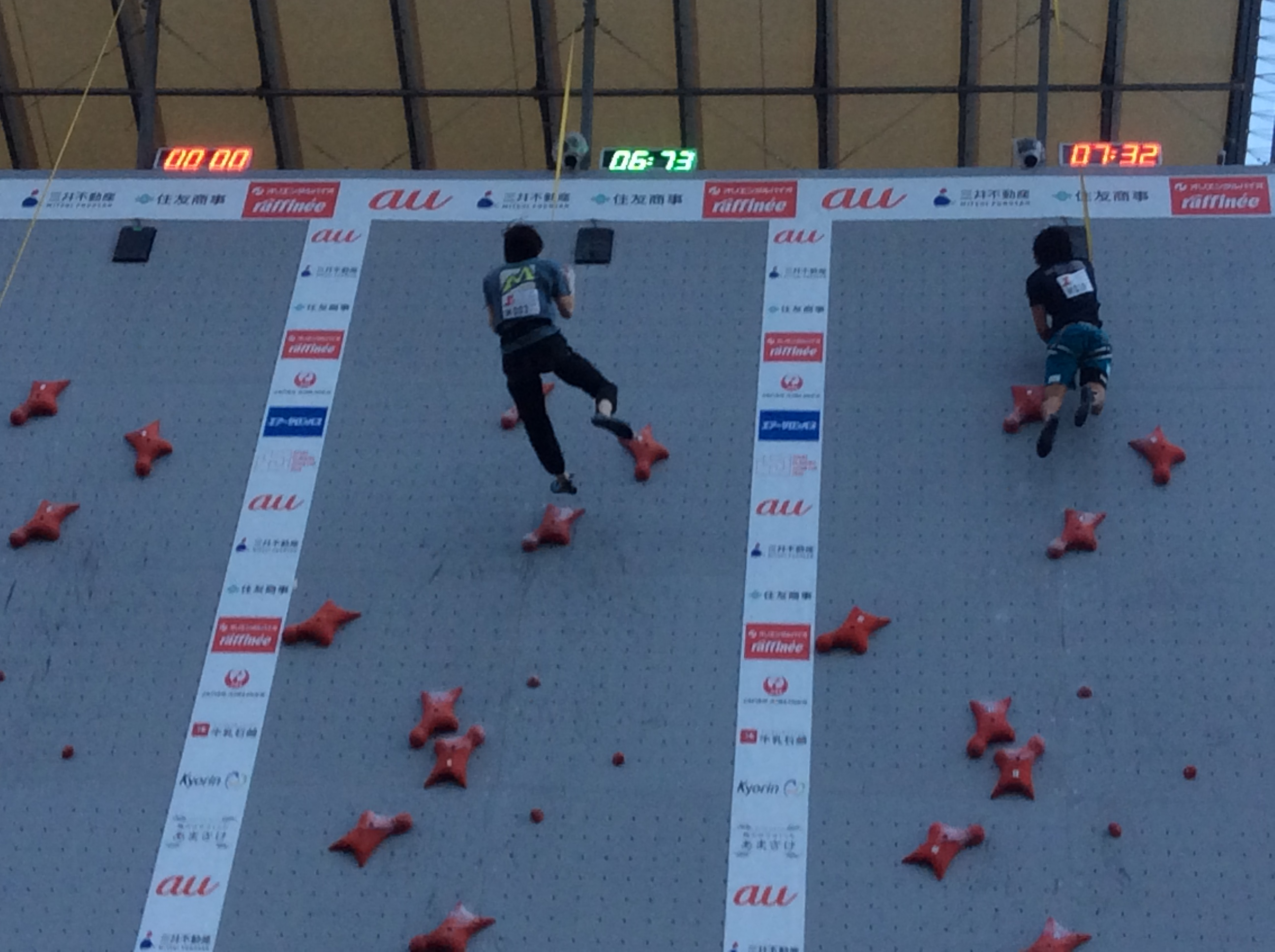
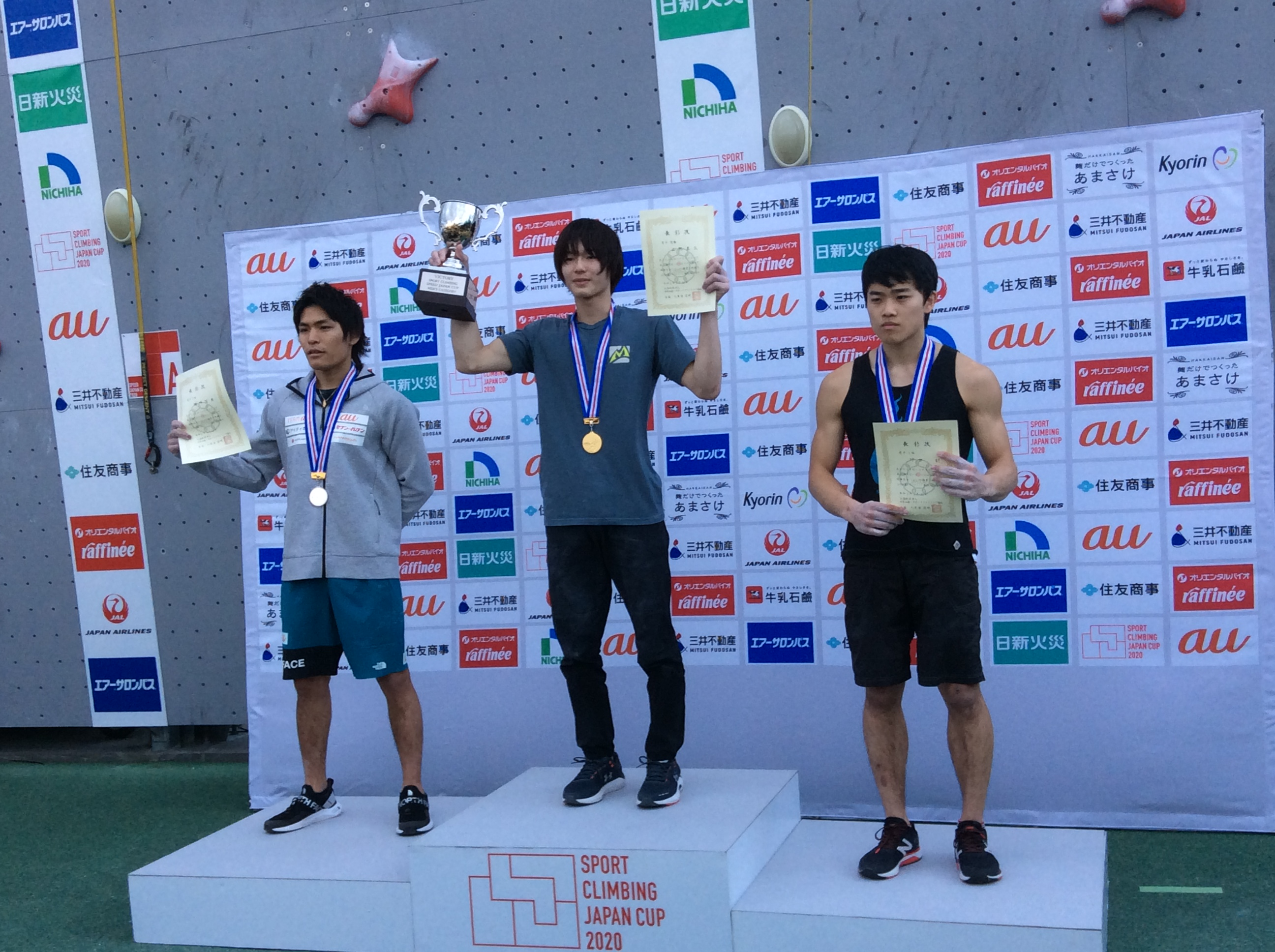

### アジア大会・世界大会
| 開催年月   | 大会名                        | 競技種目 | 競技種目     | 競技種目 | 競技種目 |
| 開催年月   | 大会名                        | リード   | ボルダリング | スピード | 複合     |
| ---------- | ----------------------------- | -------- | ------------ | -------- | -------- |
| 2015年8月  | 世界ユース選手権（ユースB）   | 16位     | 2位          |          |          |
| 2015年12月 | アジアユース選手権（ユースB） | 3位      | 4位          |          |          |
| 2016年11月 | 世界ユース選手権（ユースA）   |          | 1位          |          |          |
| 2017年7月  | アジアユース選手権（ユースA） | 4位      | 1位          | 9位      | 4位      |
| 2017年8月  | 世界ユース選手権（ユースA）   | 9位      | 2位          | 26位     | 5位      |
| 2018年10月 | ユースオリンピック            |          |              |          | 1位      |
| 2018年11月 | アジア選手権                  |          | 13位         | 15位     |          |
| 2019年8月  | 世界選手権 日本：八王子       | 29位     | 5位          | 39位     | 15位     |
| 2019年12月 | 東京五輪予選                  |          |              |          | 10位     |

### ワールドカップ
ボルダリング
- 2019年　呉江 4位